# Serra do Bertholdo

Mapa do estado do Rio de Janeiro (em destaque: município de Cachoeiras de Macacu)

A Serra do Bertholdo, ou Serra de Patis é um recanto ecológico situado na região de Japuíba, no 2º distrito de Cachoeiras de Macacu.
Na região são encontradas florestas expressivas de Mata Atlântica, com espécies vegetais nativas, animais silvestres, rios e cachoeiras, sendo um local procurado por praticantes do trekking e do ecoturismo, além de jipeiros.
Suas matas estão próximas ao Parque Estadual dos Três Picos, embora não estejam inclusas nesta unidade de conservação, sendo protegidas apenas pelas normas gerais de preservação ambiental.
A serra de Patis é considerada uma divisa natural entre os municípios de Cachoeiras de Macacu e Silva Jardim, com nascentes que contribuem tanto para a bacia do rio Macacu quanto do Rio São João.
No município de Silva Jardim, uma das localidades mais próximas da serra é Gaviões.